# Stadion Miejski w Bielsku-Białej

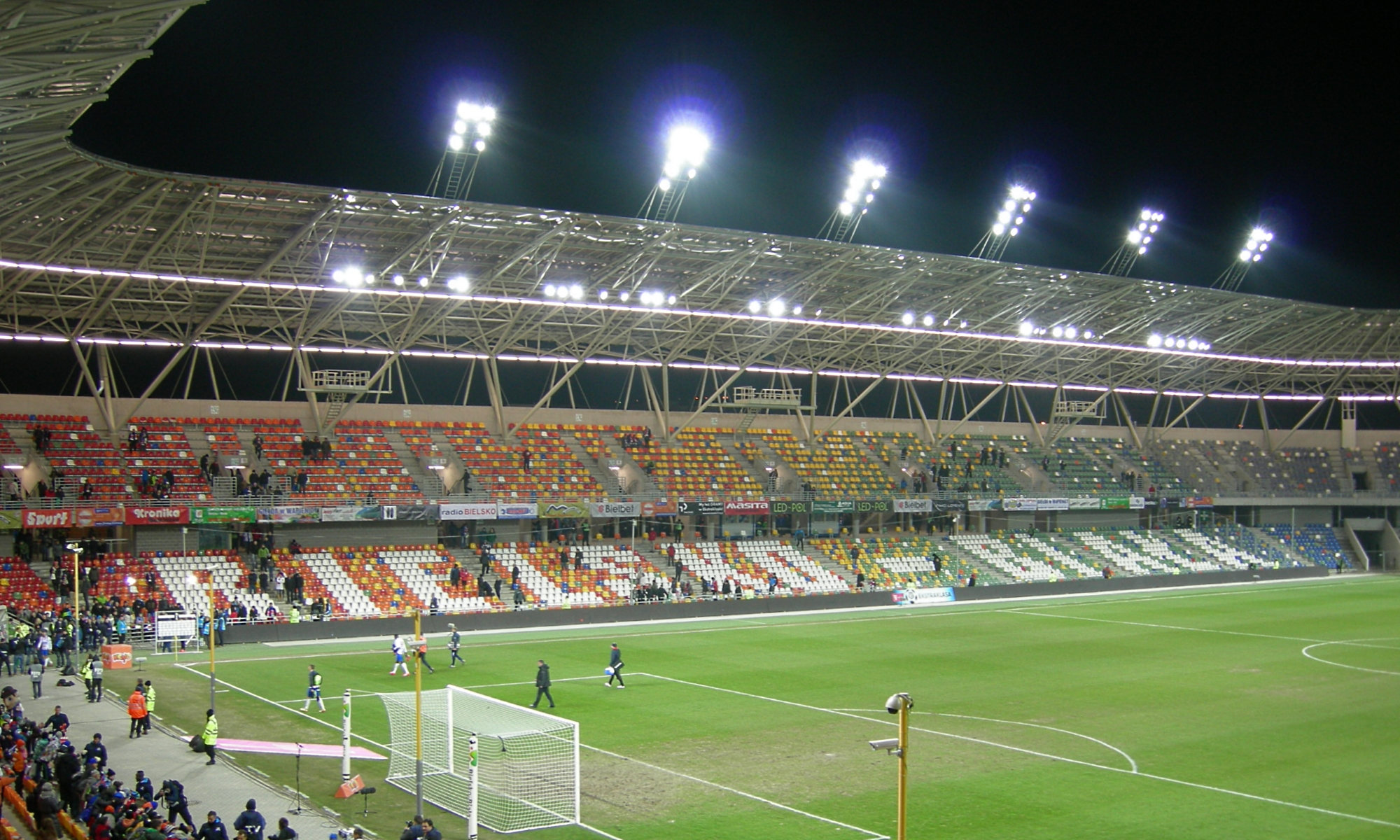
Trybuna wschodnia, 2015

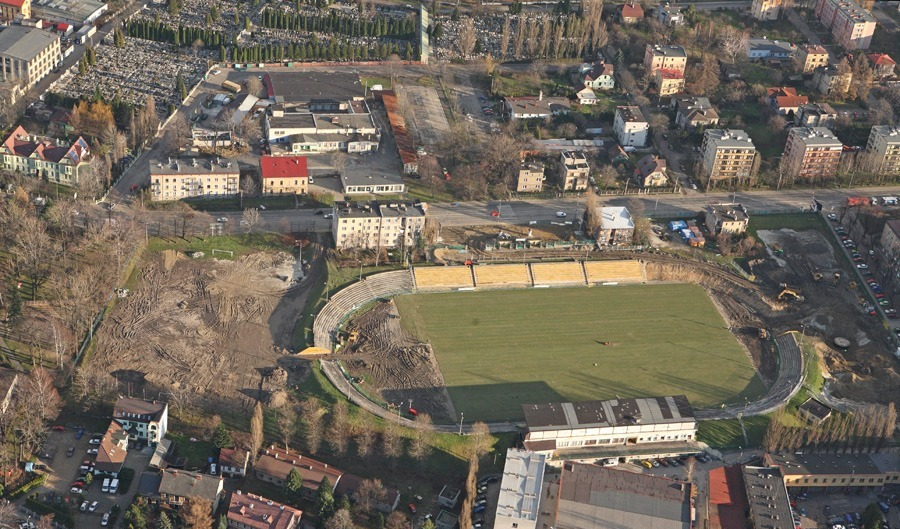
Wygląd stadionu podczas wyburzania łuków w 2008 roku

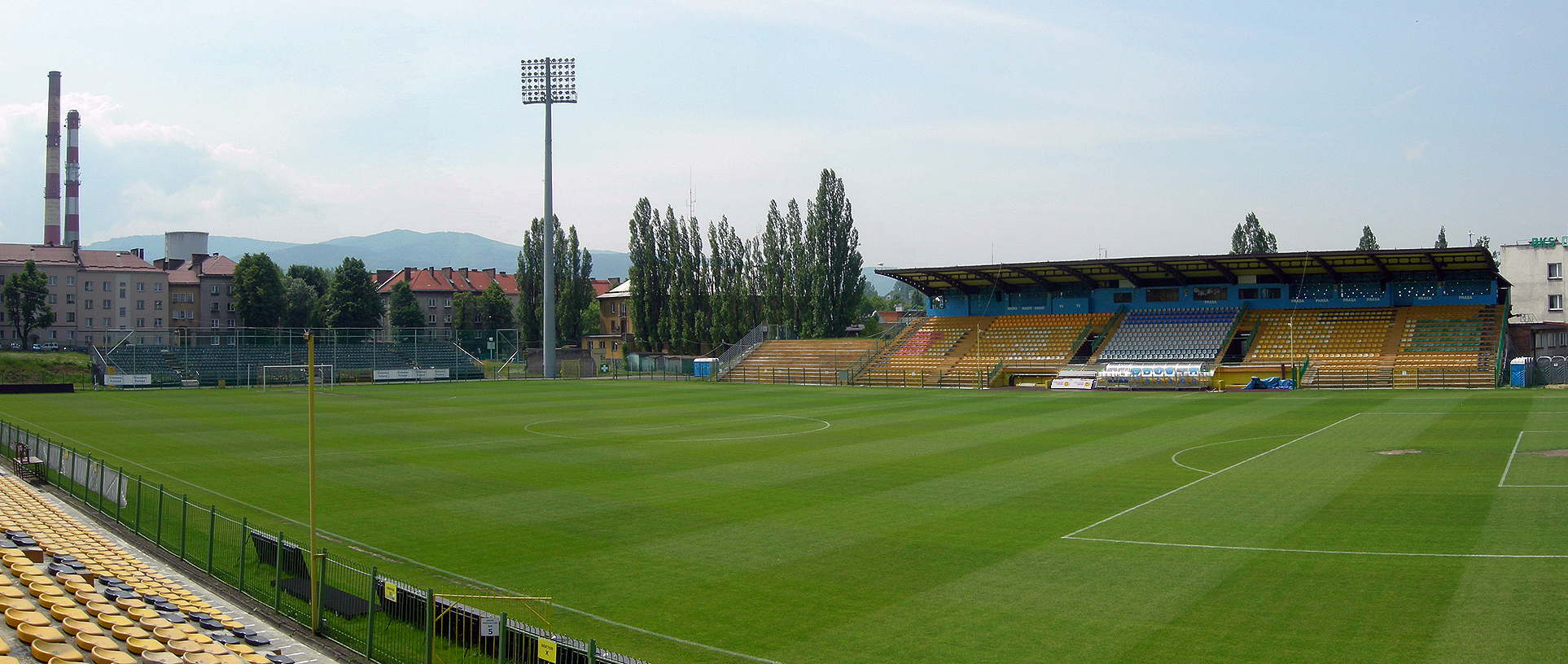
Przed wymianą krzesełek

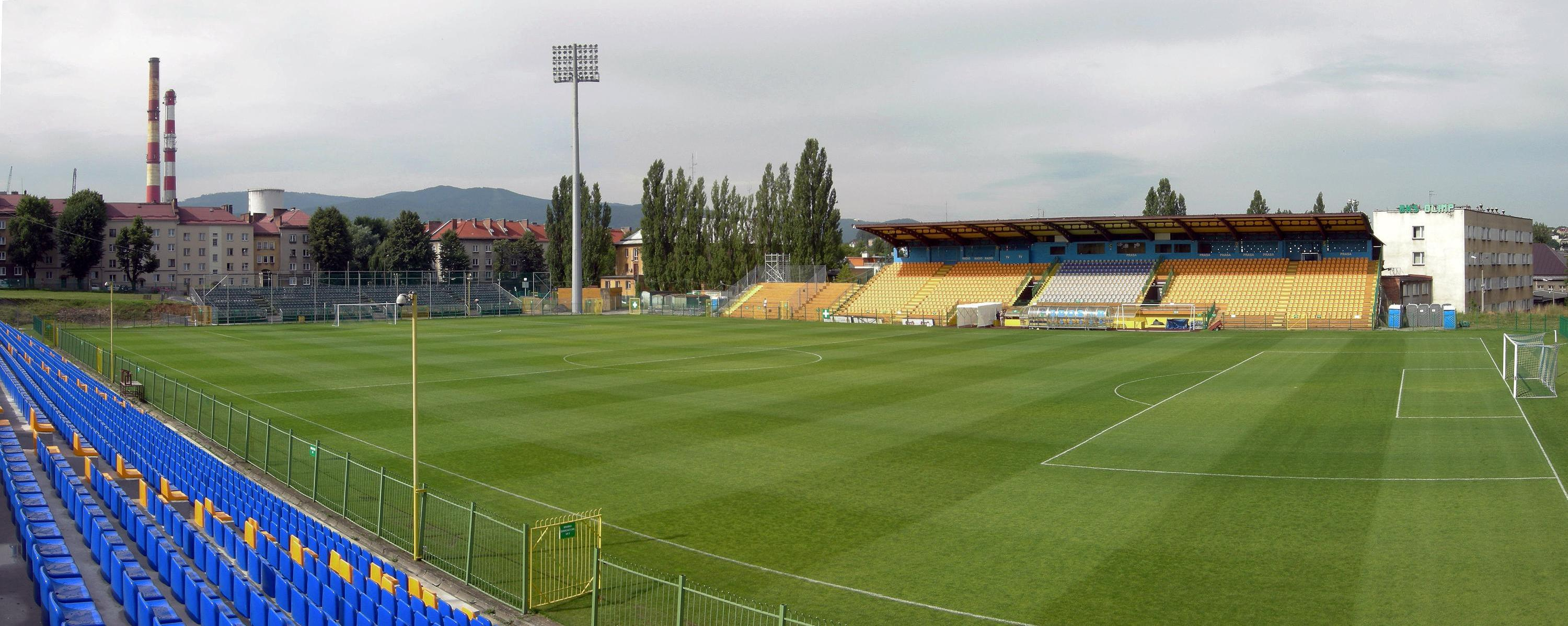
...oraz po

Stadion Miejski w Bielsku-Białej (dawniej Stadion BKS Stal) – stadion piłkarski, mieszczący się w Bielsku-Białej, wybudowany w 1927 roku, zmodernizowany w latach 50. XX wieku. Pierwotnie pełnił funkcję zarówno stadionu piłkarskiego, jak i lekkoatletycznego. Budowa nowego stadionu rozpoczęła się w sierpniu 2012 roku. Oficjalnie została zakończona 30 czerwca 2015 roku, ale na skutek różnych opóźnień i zaniedbań oficjalne otwarcie miało miejsce 8 października 2016 roku na meczu Podbeskidzia Bielsko-Biała ze Stalą Mielec, mecz zakończył się wynikiem 0-1.

## Historia
Stadion został wybudowany w 1927 roku przez Bialski Klub Sportowy. Obiekt w całości był sfinansowany z pieniędzy klubowych. Ponieważ BKS od początku działalności stawiał na sekcję piłki nożnej, stadion powstał w zaledwie 5 lat po założeniu drużyny.
Na przełomie lat 40. i 50. klubem oraz poszczególnymi sekcjami, w ramach sportu związkowego, zaczęły się opiekować bielskie zakłady przemysłu elektromaszynowego (wtedy też dodano do nazwy BKS-u słowo Stal). Patronat na całym klubem objęła Bielska Fabryka Maszyn Włókienniczych „Befama”. Dzięki funduszom nowego patrona, a także finansom klubowym w latach 50. XX wieku przeprowadzono gruntowną rozbudowę obiektów sportowych klubu, w tym także stadionu, który został unowocześniony.
Przebudowa umożliwiła rozegranie w 1961 towarzyskiego meczu lekkoatletycznego pomiędzy reprezentacjami juniorów Polski i Włoch. Z czasem jednak stadion utracił jedną ze swoich funkcji – stadionu do rozgrywania zawodów lekkoatletycznych, a na pozostałej przy boisku bieżni postanowiono zasiać trawę.
Jedyną imprezą międzynarodową odbywającą się na tamtym stadionie był Turniej Juniorów UEFA 1978 w piłce nożnej, w ramach którego rozegrane zostały tu 2 mecze rundy grupowej. W latach dziewięćdziesiątych XX wieku stadion był zaniedbany. Odbywały się na nim imprezy pozasportowe, na przykład samochodowe rodeo. Bywał też wynajmowany podmiotom gospodarczym, które organizowały różne atrakcje dla dzieci. W tej i kolejnej dekadzie organizowano też na nim metę popularnego Biegu Fiata.
W sezonie 1999/2000, po awansie do III ligi i z perspektywą awansu do II, na stadion BKS-u wprowadziła się inna bielska drużyna – dzisiejsze Podbeskidzie Bielsko-Biała. Stadiony „Na Górce” oraz w Komorowicach, gdzie do tej pory swoje mecze rozgrywało Podbeskidzie nie spełniały drugoligowych standardów.
W 2006 roku stadion BKS Stal został przejęty przez miasto i od tego czasu jego właścicielem jest Bielsko-Bialski Ośrodek Sportu i Rekreacji (BBOSiR). 22 września 2008 rozpoczęto modernizację Stadionu Miejskiego, która objęła zamontowanie podgrzewanej murawy i oświetlenia oraz wyburzenie trybun łukowych.
Początkiem 2011 roku za sprawą zwiększającego się zainteresowania meczami Podbeskidzia, na koszt klubu postawiono trybunę tymczasową. Służyła kibicom przez półtora roku, została zdemontowana w sierpniu 2012 w związku z rozpoczęciem przebudowy. Mieściła się ona za bramką od strony ulicy Rychlińskiego i zwiększała pojemność stadionu o 840 miejsc.
Latem 2011 roku stadion musiał przejść szereg modyfikacji, żeby „Górale” mogli rozpocząć swój pierwszy sezon w ekstraklasie w Bielsku-Białej. Dobrowolnie pomagali przy tym kibice bielskiego klubu. Ich praca polegała m.in. na wymianie krzesełek na trybunie odkrytej. Dzięki ich pracy i zaangażowaniu Podbeskidzie mogło grać na swoim obiekcie od początku sezonu.

## Nowy stadion
O rozbudowie i gruntownej modernizacji stadionu zaczęto poważnie myśleć w pierwszej dekadzie XXI wieku. W 2008 roku rozstrzygnięto konkurs na jego koncepcję. Wygrało warszawskie przedsiębiorstwo ATJ Architekci, które przygotowało projekt stadionu na 15 tysięcy widzów o dwuspadowych trybunach i konstrukcji bardzo podobnej do stadionu w Kielcach. Projekt zakładał powiększenie stadionu, w związku z tym Urząd Miasta musiał wykupić kilka działek i wyburzyć stojące w bezpośrednim sąsiedztwie budynki.
W kwietniu 2010 roku zostało wydane pozwolenie na budowę nowego stadionu. W miejscu „Twierdzy” miał powstać całkowicie nowy obiekt mieszczący 15 tys. widzów. 10 czerwca 2011 nastąpiło otwarcie ofert cenowych na budowę nowego stadionu. Ostatniego dnia sierpnia ogłoszono wyniki przetargu. Wykonawcą nowego stadionu zostało Bielskie Przedsiębiorstwo Budownictwa Przemysłowego – popularnie bielska „Przemysłówka”. Budowa jednak nie mogła się rozpocząć, gdyż protestowali przeciw niej mieszkańcy pobliskiego Osiedla Grunwaldzkiego.
W czerwcu 2012 roku mieszkańcy po długich rozmowach z urzędnikami zgodzili się na budowę nowego stadionu przy ul. Rychlińskiego. 6 lipca 2012 sąd pozytywnie rozpatrzył wniosek o ponowne wydanie pozwolenia na budowę stadionu w Bielsku-Białej. Budowa stadionu ruszyła ósmego sierpnia. Prace rozpoczęły się od wyburzenia czterech budynków przy ulicy Żywieckiej oraz budowy dwóch trybun, w miejscu, gdzie kiedyś znajdowały się trybuny łukowe. Z tego powodu zdemontowano tymczasową trybunę od strony ulicy Rychlińskiego oraz wyłączono z użytku sektor dla kibiców przyjezdnych.
Budowa przebiegała w sposób umożliwiający rozgrywanie meczów. W pierwszej kolejności powstały dwie krótsze trybuny za bramkami, następnie wzniesiona została trybuna wschodnia, od strony ulicy Żywieckiej. Jako ostatnia, została wyburzona i na nowo wybudowana trybuna zachodnia, a budowę zwieńczyło wybudowanie narożników i zainstalowanie na dachu nowego oświetlenia. Kilkukrotnie zmieniano zapowiadaną datę otwarcia. Według pierwotnego planu, budowa miała się zakończyć w grudniu 2014 roku. Trybuny północna i południowa były gotowe jesienią 2013, z czego trybuna południowa, jako pierwsza z nowych, została udostępniona dla kibiców jeszcze w trakcie rundy jesiennej sezonu 2013/2014. Otwarcie trybuny wschodniej nastąpiło 21 lutego 2015 roku. Tego dnia Podbeskidzia Bielsko-Biała rozegrało z Cracovią mecz inaugurujący rozgrywki wiosenne ekstraklasy w Bielsku-Białej. Teoretycznie – według Urzędu Miejskiego w Bielsku-Białej – budowa została zakończona 30 czerwca 2015 roku. Pozostałe trybuny miały zostać otwarte w trakcie rundy wiosennej 2015/16, po zakończeniu odbiorów technicznych i dopuszczeniu całego stadionu do użytku. Oficjalnego otwarcia dokonano 8 października 2016 roku. Towarzyszyły mu występy artystyczne, prezentacja piłkarskich drużyn dziecięco-młodzieżowych oraz mecz piłki nożnej TS Podbeskidzie – Stal Mielec.

## Konstrukcja
Od 21.02.2015 roku pojemność stadionu wynosi 6958 miejsc siedzących. Składają się na to miejsca na dwóch otwartych do tej pory trybunach – północnej i wschodniej. Pojemność trybuny wschodniej to 3554 miejsca.
Pojemność trybuny północnej to 3404 miejsc siedzących, w tym 620 miejsc nie zadaszonych. W tym:
Trybuna północna – część górna – 1065 miejsc:
1 Sektor 7G 193 miejsc siedzących
2 Sektor 8G 218 miejsc siedzących
3 Sektor 9G 218 miejsc siedzących
4 Sektor 10G 218 miejsc siedzących
5 Sektor 11G 218 miejsc siedzących
Trybuna północna – część dolna – 1307 miejsc:
6 Sektor 7D 155 miejsc siedzących
7 Sektor 8D 288 miejsc siedzących
8 Sektor 9D 288 miejsc siedzących
9 Sektor 10D 288 miejsc siedzących
10 Sektor 11D 288 miejsc siedzących
Północno-wschodni narożnik – część górna – 617 miejsc:
11 Sektor 12G 222 miejsc siedzących
12 Sektor 13G (bez zadaszenia) 202 miejsc siedzących
13 Sektor 14G (bez zadaszenia) 193 miejsc siedzących
Północno-wschodni narożnik – część dolna – 415 miejsc:
14 Sektor 12D 190 miejsc siedzących
15 Sektor 13D (bez zadaszenia) 70 miejsc siedzących
16 Sektor 14D (bez zadaszenia) 155 miejsc siedzących
w tym 5 miejsc dla osób niepełnosprawnych.

## Imprezy i mecze rozgrywane na stadionie

### Piłka nożna

#### Turniej Juniorów UEFA 1978
Faza grupowa
| 5 maja 1978 | Szkocja U-18 | 1:0 | RFN U-18 |  |
|             |              |     |          |  |

| 7 maja 1978 | RFN U-18 | 5:3 | Włochy U-18 |  |
|             |          |     |             |  |

#### Turniej Ośmiu Narodów[10]
| 22 marca 2018 | Polska U-20 | 0:1   | Anglia U-20 |                                         |
| 18:00         |             | (0:0) | Davis 89'   | Widzów: 13 745 Sędzia: Maurizio Mariani |

#### Mistrzostw świata U-20 w piłce nożnej 2019
Faza grupowa
| 24 maja 2019 | Ukraina U-20           | 2:1   | Stany Zjednoczone U-20 |                                      |
| 20:30        | Bułeca 26' · Popow 51' | (1:1) | 32' Servania           | Widzów: 4 310 Sędzia: Magutte Ndiaye |

| 25 maja 2019 | Portugalia U-20 | 1:0   | Korea Południowa U-20 |                                          |
| 15:30        | Trincão 7'      | (1:0) |                       | Widzów: 6 344 Sędzia: Abdelkader Zitouni |

| 27 maja 2019 | Stany Zjednoczone U-20 | 2:0   | Nigeria U-20 |                                      |
| 20:30        | Soto 18', 46'          | (1:0) |              | Widzów: 3 427 Sędzia: Benoît Bastien |

| 28 maja 2019 | Portugalia U-20 | 0:2   | Argentyna U-20        |                                      |
| 18:00        |                 | (0:1) | 33' Gaich · 84' Perez | Widzów: 11 874 Sędzia: Ismail Elfath |

| 30 maja 2019 | Nigeria U-20 | 1:1   | Ukraina U-20 |                                          |
| 20:30        | Tijani 51'   | (0:1) | 30' Sikan    | Widzów: 3 143 Sędzia: Fernando Rapallini |

| 31 maja 2019 | Południowa Afryka U-20 | 1:1   | Portugalia U-20 |                                      |
| 20:30        | Monyane 52' (k.)       | (0:1) | 19' Leao        | Widzów: 7 429 Sędzia: Alexis Herrera |

1/8 finału
| 4 czerwca 2019 | Argentyna U-20                                                                | 2:2 (pd.)          | Mali U-20                                                                        |                                                 |
| 20:30          | Gaich 49' · Diaby 91' (sam.)                                                  | (0:0, 1:1, k. 4:5) | 67' Diaby · 120+1' Konté                                                         | Widzów: 9 146 Sędzia: Fernando Guerrero Ramírez |
| 20:30          | · Nehuen Perez · Tomas Chancalay · Adolfo Gaich · Santiago Sosa · Fausto Vera | Rzuty karne        | · Hadji Drame · Boubacar Traoré · Sékou Koïta · Abdoulaye Diaby · Sambou Sissoko | Widzów: 9 146 Sędzia: Fernando Guerrero Ramírez |

Ćwierćfinał
| 8 czerwca 2019 | Korea Południowa U-20                                                 | 3:3 (pd.)          | Senegal U-20                                                                |                                        |
| 20:30          | Kang-in 62' (k.) · Ji-sol 90+8' · Young-wook 96'                      | (0:1, 2:2, k. 3:2) | 32' Diagne · 76' (k.) Niane · 120+1' Ciss                                   | Widzów: 10 627 Sędzia: Leodán González |
| 20:30          | · Kim Jung-min · Cho Young-wook · Won-Sang Eom · Choi Jun · Oh Se-hun | Rzuty karne        | · Mamadou Danfa · Mamadou Mbow · Amadou Ciss · Amadou Ndiaye · Cavin Diagne | Widzów: 10 627 Sędzia: Leodán González |

#### Liga Konferencji Europy UEFA 2021/2022
II runda kwalifikacyjna
| 29 lipca 2021 | Raków Częstochowa                    | 0:0 (pd.)               | Sūduva Mariampol                                          |                                             |
| 19:00 CEST    |                                      | (0:0, 0:0, 0:0, k. 4:3) |                                                           | Widzów: 3 917 Sędzia: Trustin Farrugia Cann |
| 19:00 CEST    | · López · Arak · Tudor · Poletanović | Rzuty karne             | · Gorobsov · Makaś · Auzmendi · Taravel · Gkargkalatzidis | Widzów: 3 917 Sędzia: Trustin Farrugia Cann |

III runda kwalifikacyjna
| 5 sierpnia 2021 | Raków Częstochowa | 0:0   | Rubin Kazań |                                     |
| 21:00 CEST      |                   | (0:0) |             | Widzów: 4 811 Sędzia: João Pinheiro |

runda play-off
| 19 sierpnia 2021 | Raków Częstochowa | 1:0   | KAA Gent |                                                     |
| 18:00 CEST       | Niewulis 64'      | (0:0) |          | Widzów: 7 411 Sędzia: Alejandro Hernández Hernández |

#### Mecze towarzyskie
| 7 września 2004 | Polska B | 0:2   | Turcja B               |                                     |
|                 |          | (0:1) | Ersen 16' · Cagdas 57' | Widzów: 1 000 Sędzia: Mihaly Fabian |

| 19 listopada 2018 | Polska U-20            | 2:1   | Ukraina U-20 |                                   |
| 19:00             | Steczyk 19' (k.) · 70' | (1:1) | Popow 28'    | Widzów: 4 428 Sędzia: Piotr Lasyk |

| 26 marca 2019 | Polska U-20 | 0:2   | Niemcy U-20           |                        |
| 18:00         |             | (0:1) | Otto 17' · Friede 78' | Sędzia: Rosario Abisso |

### Lekkoatletyka
- Polska (juniorzy)  vs  Włochy (juniorzy) (1961 – towarzyski)[1]

### Imprezy
- Festiwal muzyki lat 90. (20 lipca 2019 rok – wystąpili dr Alban, Fun Factory, Masterboy, Nana, Captain Jack)[25]

## Ciekawostki
- Na stadionie rozegrano 2 mecze fazy grupowej Turnieju Juniorów UEFA 1978 (nieoficjalnych Mistrzostw Europy U-18)[26].
- W rozegranym 7 września 2004 roku towarzyskim meczu Polska B uległa Turcji 0:2. W kadrze Polski wystąpili m.in.: Sebastian Przyrowski, Mariusz Pawełek, Łukasz Garguła i Maciej Iwański[27].
- W sezonie 2002/2003 bielski stadion miał największą średnią frekwencję w II lidze.
- W sezonie 2003/2004 mecz Podbeskidzia Bielsko-Biała z Ruchem Chorzów obejrzało na żywo 7000 kibiców.
- W sezonie 2017/2018 mecz Podbeskidzia Bielsko-Biała z GKS-em Katowice obejrzało na żywo 11 621 kibiców[28].
- 22 marca 2018 roku na Stadionie Miejskim został rozegrany mecz towarzyski w ramach Turnieju Ośmiu Narodów, w którym reprezentacja Polski U-20 uległa Anglii U-20 0:1. Mecz na żywo obejrzało 13 745 kibiców, co jest rekordem frekwencji[29].
- Stadion był areną młodzieżowych mistrzostw świata do lat 20 w 2019 roku.
- 20 lipca 2019 roku na stadionie odbyła się pierwsza impreza muzyczna. Był to festiwal muzyki lat 90.
- Na stadionie zostały rozegrane mecze fazy kwalifikacyjnej Ligi Konferencji Europy UEFA (2020/2021), w których jako gospodarz występował Raków Częstochowa[30]. Było to spowodowane modernizacją stadionu Rakowa oraz chęcią zapewnienia możliwości uczestnictwa w meczach największej dopuszczalnej liczbie kibiców. Przepisy sanitarne wprowadzone w okresie pandemii COVID-19 ograniczały liczbę kibiców do 50% maksymalnej pojemności obiektu[31].